# Palazzo del Pero
Palazzo del Pero is een plaats (frazione) in de Italiaanse gemeente Arezzo.
Het grondgebied van Palazzo del Pero is erg groot, maar dunbevolkt en heeft een uitstekende milieu-en klimatologische omstandigheden. Het dorp heeft een rijke geschiedenis van de discrete architecturale waarde zoals de kerk van San Donnino Maiano, de abdij van San Veriano, Castello di Ranco en nog veel meer.